# Philippinische Chinesen
Ein Chinesischer Philippiner (chin. 菲律賓華人 / 菲律宾华人 Pinyin Fēilǜbīn Huárén Jyutping Fei1leot6ban1 Waa4jan4, bzw. 菲律賓華僑 / 菲律宾华侨 Pinyin Fēilǜbīn Huáqiáo Hokkien Huilipin Huakiao Jyutping Fei1leot6ban1 Waa4kiu4, bzw. Tagalog: "Tsinoy", was aus zwei Wörtern kommt: "Tsino" ("Chinesisch") und Pinoy (ugs. für Filipino)) ist eine Person chinesischer Herkunft, die auf den Philippinen geboren wurde. Philippinische Chinesen bilden eine der größten Minderheiten auf den Philippinen.

## Allgemeines
Die ethnischen Chinesen auf den Philippinen waren dort schon immer eine der größten Minderheiten und machen etwa 1,8 % (1,35 Millionen) der Gesamtbevölkerung der Philippinen aus, was im Vergleich mit anderen Ländern in Südostasien ein relativ kleiner Anteil ist. Allerdings ist der Anteil an Ehen zwischen Filipinos und Chinesen nach Thailand der höchste in der gesamten Region. Einige Studien haben gezeigt, dass mindestens 10 % der philippinischen Bevölkerung zum Teil chinesischer Abstammung ist; Chinesische Einwanderung erfolgte seit der spanischen Kolonialzeit.
Die meisten Chinesen auf den Philippinen stammen entweder aus Fujian (etwa 90 %) oder Guangdong (etwa 10 %) und sprechen südchinesische Dialekte, vor allem Hokkien. Sie sind größtenteils Geschäftsleute mit kleinen oder mittleren Unternehmen, die eine wichtige Rolle in der philippinischen Wirtschaft spielen. Einige besitzen größere Firmen und sind bekannte Mitglieder der philippinischen Wirtschaftselite.
Die meisten philippinischen Chinesen sind Stadtbewohner, da der Grundbesitz bis vor kurzem Chinesen verboten war. Ca. 60 % von ihnen wohnen in Metro Manila.
Chinesen auf den Philippinen leben meistens sehr traditionell und pflegen alte Bräuche, die in der Volksrepublik China längst nicht mehr gepflegt werden. Kinder aus Ehen zwischen Chinesen und Einheimischen leben mehr wie andere Filipinos. Die meisten sprechen sehr gut Englisch und Tagalog.
Vor den Philippinisierungsmaßnahmen des Präsidenten Ferdinand Marcos wurde Hochchinesisch als Unterrichtssprache auf chinesischen Schulen verwendet. Teilweise aufgrund jener Maßnahmen sprechen immer mehr junge Chinesen untereinander Englisch oder Tagalog.
Die meisten philippinischen Chinesen sind Christen und heiraten kirchlich. Davon ist die Mehrheit Römisch-katholisch, wobei eine vergleichsweise hohe Anzahl Protestanten sind. Unter den Katholiken praktizieren viele neben dem Katholizismus trotzdem traditionelle chinesische Religionen, während die Protestanten nicht-christliche Bräuche eher ablehnen. Eine Minderheit praktiziert noch ausschließlich chinesische Religionen wie den Buddhismus, Daoismus und Konfuzianismus.

## Geschichte

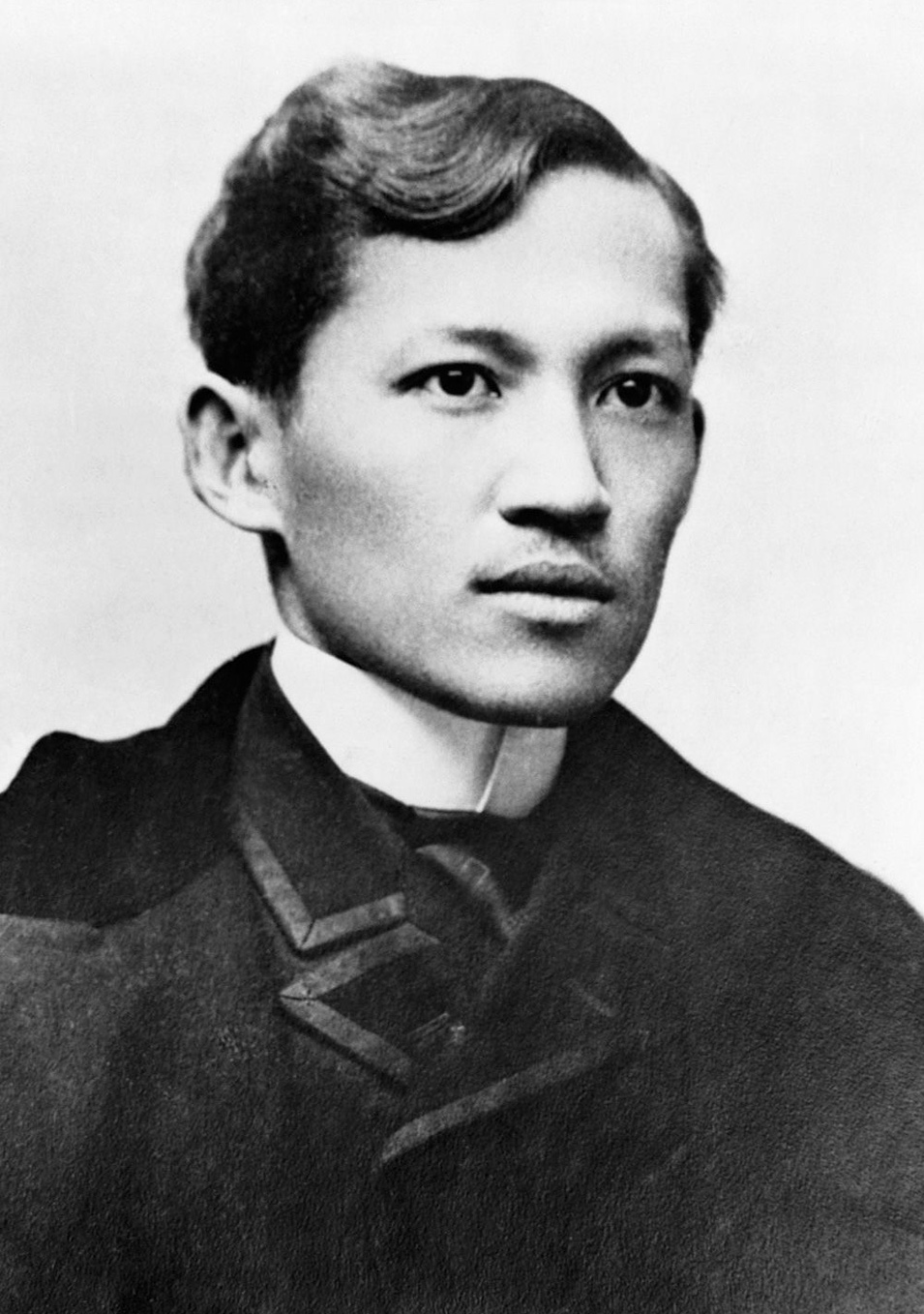
Chinesisch-philippinischer mestizo: José Rizal, Nationalheld der Philippinen.

Seit etwa dem 10. Jahrhundert bestehen Handelsbeziehungen zwischen China und den Philippinen. Durch die Ankunft der Spanier auf den Philippinen im 16. Jahrhundert wurden viele chinesische Händler auf die Philippinen gelockt, unter anderem aufgrund des Galeonenhandels zwischen Manila und Acapulco, durch den mexikanisches Silber nach Manila kam, um gegen chinesische Waren wie Seide und Porzellan getauscht zu werden, die wiederum nach Mexiko verschifft wurden.
Durch diese Einwanderung kam es zu vielen Eheschließungen zwischen Chinesen und Einheimischen bzw. zwischen Chinesen und spanisch-philippinischen Mestizen. Etliche chinesischstämmige Filipinos können ihre chinesische Abstammung in die Kolonialzeit zurückverfolgen. Eine zweite Welle chinesischer Einwanderung kam in der ersten Hälfte des 20. Jahrhunderts aufgrund von Unruhen in China auf die Philippinen. Die dritte Welle kam in den 1980er Jahren, nach Wirtschaftsreformen in China. Anders als die beiden ersten Gruppen ist die dritte Gruppe noch am wenigsten in der philippinischen Gesellschaft aufgegangen.

## Liste bekannter Philippinischer Chinesen
- José Rizal – Philippinischer Nationalheld mit Vorfahren aus Fujian
- Emilio Aguinaldo – Philippinischer Revolutionär mit Vorfahren aus Fujian
- Tony Tan Caktiong – Geschäftsmann; Gründer von Jollibee
- Kimberly Chiu – Gewinnerin von Pinoy Big Brother
- Corazón Cojuangco Aquino – Philippinische Präsidentin aus Pampanga mit Vorfahren aus Fujian
- Teodoro M. Locsin – bekannter Zeitungsredakteur
- Rodolpho „Dolphy“ Quizon – bekannter Komiker
- Eduardo „Danding“ Cojuangco Jr. – Verwandter von Corazon Aquino und bekannter Geschäftsmann
- Jose „Peping“ Cojuangco – ehemaliger Politiker und Geschäftsmann
- Sergio Osmeña – ehemaliger Präsident der Philippinen, dessen Vater ein Chinese mit Zopf war, der aus Fujian stammte
- Jose Mari Chan – international bekannter Liedermacher aus Iloilo
- Ferdinand Marcos – philippinischer Präsident und Diktator, chinesisch-japanisch-Ilokano
- Román Ongpin – philippinischer Mäzen und Revolutionär
- Jaime Lachica Sin – Erzbischof von Manila und Kardinal mit Vorfahren aus Fujian
- Henry Sy – reichster Filipino; Gründer von SM
- Lucio Tan – zweitreichster Filipino
- George Ty – philippinischer Großindustrieller
- Alfonso Yuchengco – philippinischer Großindustrieller
- John Gokongwei – philippinischer Großindustrieller
- Ye Fei – chinesischer General

## Entwicklung
Anders als in Malaysia oder Indonesien, wo Ehen zwischen Chinesen und Einheimischen kaum vorkommen, ist auf den Philippinen nicht unbedingt klar, wer philippinischer Chinese und wer Filipino mit chinesischen Vorfahren ist. Die Definition, wer zu welcher Gruppe gehört, wird eher aufgrund kultureller Kriterien getroffen. Eine Person rein chinesischer Abstammung, die kein Chinesisch mehr spricht, wird in der Regel als Filipino gesehen, während eine Person chinesisch-philippinischer Abstammung, welche Chinesisch spricht und chinesische Kultur praktiziert, eher als philippinischer Chinese gilt.
Filipinos, deren chinesische Herkunft schon mehrere Generationen zurückliegt, sind zwar namentlich und gegebenenfalls vom Aussehen her als Chinesen zu erkennen, aber vollständig in die philippinische Gesellschaft integriert. Dies liegt auch daran, dass es auf den Philippinen keine so starke Trennung und keine so tiefen Gräben zwischen den Volksgruppen gibt wie in Indonesien oder Malaysia. In einzelnen Regionen Indonesiens, etwa in der nordsulawesischen Region Minahasa mit der Hauptstadt Manado, ist die Situation allerdings ziemlich ähnlich ist wie auf den Philippinen.